# 1976年逝世人物列表
1976年逝世人物列表：1月 - 2月 - 3月 - 4月 - 5月 - 6月 - 7月 - 8月 - 9月 - 10月 - 11月 - 12月
下面是1976年逝世的知名人士列表。

## 1月

### 3日
- 约翰·安斯沃思-戴维斯，威爾士外科醫生和運動員

### 4日
- 鲁道夫·闵可夫斯基，美籍德裔天文学家。[1]

### 5日
- 約翰·科斯特洛，前愛爾蘭共和國總理
- 瑪律·埃文斯，披頭士樂隊的英國道路經理[2]
- 陶卡奇·卡罗伊，匈牙利奧運射擊運動員

### 8日
- 周恩来，中國共產黨創始人之一，中華人民共和國國務院總理。[3]

### 10日
- 切斯特·阿瑟·伯内特，美國藍調歌手，又稱作嚎狼

### 12日
- 阿加莎·克里斯蒂，英國偵探小說作家。[4]

### 13日
- 玛格丽特·莱顿，英國女演員

### 14日
- 敦阿都拉萨，馬來西亞政治家，馬來西亞第二任總理
- 穆罕默德·薩基茲利，利比亞第二任總理

### 15日
- 百武源吾，日本海軍上將

### 19日
- 八木秀次，日本電氣工程師

### 22日
- 赫爾曼·若納松，冰島政治家，冰島第1896任總理

### 23日
- 保罗·罗伯逊，美國演員、歌手、作家和活動家

### 24日
- 埃米尔·波德纳拉希，羅馬尼亞共產黨政治家、軍官、蘇聯特工

### 26日
- 雷永明，義大利羅馬天主教神父和祝福者

### 29日
- 傑西·富勒，美國單人樂隊音樂家

### 31日
- 埃內斯托·米蘭達，美國罪犯，與米蘭達右翼同名

## 2月

### 1日
- 维尔纳·海森堡，德國物理學家，諾貝爾獎獲得者
- 汉斯·里希特，德國藝術家和電影製片人
- 喬治·惠普爾，美國科學家，諾貝爾生理學或醫學獎獲得者

### 4日
- 羅傑·利夫西，威爾士演員

### 6日
- 里特維克·加塔克，孟加拉電影製片人和編劇

### 9日
- 珀西·費斯，加拿大樂隊領隊、管弦樂隊手、作曲家和指揮家

### 11日
- 李·科布，美國演員
- 亞歷山大·利皮施，德國航空工程師
- 多蘿西·莫德·林奇，數學家和生化理論家

### 12日
- 薩爾·米尼奧，美國演員

### 13日
- 穆尔塔拉·拉马特·穆罕默德，奈及利亞將軍
- 莉莉·龐斯，法裔美國歌劇女高音和女演員

### 17日
- 讓·塞爾維斯，比利時演員

### 20日
- 勒内·卡森，法國法官，諾貝爾和平獎獲得者
- 凱薩琳·庫爾曼，美國福音傳教士和信仰治療師

### 22日
- 弗洛倫斯·巴拉德，美國歌手

### 23日
- L.S.洛瑞，英國藝術家

### 26日
- 弗里達·因斯蒂爾，蘇格蘭出生的女演員

## 3月

### 1日
- 小查尔斯·L·马林斯，美国陆军军官。

### 4日
- 華特·蕭特基，德國物理學家

### 5日
- 奧托·蒂夫，愛沙尼亞政治家和軍事指揮官

### 6日
- 馬克西·羅森布魯姆，美國拳擊手和演員

### 7日
- 賴特·派特曼，美國政治家[5]

### 8日
- 阿方斯·雷班，愛沙尼亞軍事指揮官

### 10日
- 哈登·桑德布洛姆，瑞典插畫家、美國藝術家

### 14日
- 巴斯比·伯克利，美國編舞家和導演

### 17日
- 盧奇諾·維斯孔蒂，義大利戲劇和電影導演

### 19日
- 保羅·科索夫，英國搖滾吉他手

### 24日
- 伯納德·蒙哥馬利，英國陸軍元帥
- E·H·謝潑德，英國藝術家和書籍插畫家

### 25日
- 约瑟夫·亚伯斯，德裔美國藝術家

### 28日
- 理查·阿倫，美國演員

### 31日
- 保羅·斯特蘭德，美國攝影師

## 4月

### 1日
- 马克斯·恩斯特，德國藝術家
- 阿爾弗雷德·列儂，音樂家約翰·列儂的父親

### 4日
- 哈里·奈奎斯特，美國資訊論先驅

### 5日
- 霍华德·休斯，美國航空先驅、電影導演和百萬富翁隱士

### 8日
- 雷納托·佩特羅尼奧，義大利賽艇運動員

### 9日
- 菲爾·奧克斯，美國創作型歌手

### 12日
- 米里亞姆·庫珀，美國女演員

### 13日
- 薩布里·阿薩利，敘利亞政治家，1903次擔任敘利亞總理

### 14日
- 马里亚诺·奥斯皮纳·佩雷斯，哥倫比亞政治家，哥倫比亞第17任總統

### 17日
- 亨利克·達姆，丹麥生物化學家，諾貝爾生理學或醫學獎獲得者

### 25日
- 卡洛·李，英國電影導演
- 馬庫斯·賴納，以色列科學家

### 26日
- 安德烈·格列奇科，蘇聯將軍，國防部長

## 5月

### 9日
- 延斯·比約內博，挪威作家
- 乌尔丽克·迈因霍夫，德國恐怖分子

### 11日
- 阿尔瓦尔·阿尔托，芬蘭建築師

### 12日
- 基思·雷夫，英國搖滾音樂家

### 15日
- 塞繆爾·艾略特·莫里森，美國歷史學家[6]

### 24日
- 胡戈·维斯兰德，瑞典奧運運動員

### 26日
- 马丁·海德格尔，德國哲學家
- 埃德加·穆恩，澳大利亞網球運動員

### 27日
- 露絲·麥克德維特，美國女演員

### 28日
- 扎伊努爾·阿貝丁，孟加拉國畫家

### 30日
- 渊田美津雄，日本飛行員、海軍軍官和基督教傳教士

### 31日
- 賈克·莫諾，法國生物學家，諾貝爾生理學或醫學獎獲得者

## 6月

### 2日
- 阿卜杜勒·拉赫曼·哈桑·阿扎姆，埃及外交官和政治家，阿拉伯聯盟第一任秘書長
- 胡安·何塞·托雷斯，玻利維亞政治家和軍事領袖，玻利維亞第50任總統

### 4日
- 帕特里克·贝尔福，苏格兰历史学家

### 5日
- 羅伯特·威查·波爾，德國物理學家

### 6日
- 保羅·蓋蒂，美國實業家，Getty Oil創始人
- 戴维·雅各布斯，威爾士奧林匹克運動員
- 莫哈末·法·史蒂芬，馬來西亞政治家
- 維克多·瓦爾科尼，匈牙利演員

### 7日
- 鮑比·哈克特，美國爵士音樂家
- 嶋田繁太郎，二戰期間日本帝國海軍上將

### 9日
- 西比爾·桑代克，英國女演員

### 10日
- 阿道夫·朱克，匈牙利出生的電影製片人

### 11日
- 圖茨·蒙特，美國世界自然基金會贊助者

### 12日
- 阮玉書，南越南第一任總理、南越南第一副總統

### 15日
- 吉米·戴克斯（Jimmy Dykes），美國棒球運動員兼經理[7]

### 16日
- 赫克托·彼得森，南非活動家

### 17日
- 理查·凱西，澳大利亞政治家和外交家

### 24日
- 伊莫金·坎宁安，美國攝影師

### 27日
- C·韋德·麥克盧斯基，美國海軍上將

### 28日
- 斯坦利·貝克，威爾士演員和電影製片人

### 30日
- 菲爾波·馬伯里，美國棒球投手[8]

## 7月

### 1日
- 安内利泽·米歇尔，德國羅馬天主教婦女，據信被惡魔附身
- 张闻天，中国共产党中央委员会总书记

### 4日
- 李先聞(Hsien-Wen Li)，75歲，中華民國中央研究院第一屆(生命科學組)院士[9]
- 约纳坦·内塔尼亚胡，以色列突擊隊隊長

### 6日
- 朱德，十大元帅之一，中國人民解放軍創始人，原中华人民共和国副主席、全国人民代表大会常务委员会委员长。

### 7日
- 诺曼·福斯特，美國電影導演
- 古斯塔夫·海涅曼，德意志聯邦共和國第6任總統

### 11日
- 莱昂·德·格雷夫，哥倫比亞詩人

### 12日
- 黃宗霑，美國電影攝影師

### 14日
- 约阿希姆·派佩尔，德國軍事領袖

### 15日
- 保羅·葛里克，美國小說家、短篇小說家和體育作家[10]

### 16日
- 威廉明娜·冯·布雷门，美國短跑運動員

### 22日
- 莫蒂默·惠勒，英國考古學家

### 23日
- 巴西爾·霍普科，捷克斯洛伐克羅馬天主教主教和聖人

### 24日
- 阿弗羅·巴薩爾代拉，義大利畫家

### 28日
- 瑪姬·格裡彭伯格，芬蘭舞蹈家和編舞家[11]
- 露西·曼海姆，德國歌手和演員

### 29日
- 米奇·柯罕，美國黑幫

### 30日
- 魯道夫·布爾特曼，德國路德宗神學家

## 8月

### 2日
- 弗里茨·朗，奧地利裔德裔美國電影製片人、編劇和臨時電影製片人

### 4日
- 第一代弗利特的湯姆森男爵羅伊·湯姆森（Roy Thomson,Baron Thomson of Fleet），加拿大出生的英國報社老闆[12]

### 6日
- 格雷戈爾·皮亞季戈爾斯基，俄羅斯大提琴家[13]
- 玛利亚·克列诺娃，俄羅斯海洋地質學家

### 9日
- 何塞·萊扎馬·利馬，古巴作家和詩人

### 10日
- 卡爾·施密特-羅特魯夫，德國畫家

### 11日
- 奧瑪律·普斯，1958 年至 1976 年擔任美國法學家和美國地區法官

### 12日
- 湯姆·德里伯格，英國政治家/記者[14]

### 22日
- 儒塞利諾·庫比契克，巴西第21任總統

### 25日
- 艾文德·詹森，瑞典小說家，諾貝爾文學獎獲得者

### 26日
- 洛特·萊曼，德國女高音

### 28日
- 阿尼莎·瓊斯，美國女演員和學生

### 29日
- 吉米·里德，美國藍調音樂家

## 9月

### 5日
- 亞瑟·吉利根，英國板球運動員

### 9日
- 毛澤東，中國共產黨創始人之一，中國共產黨中央委員會主席、中國共產黨中央軍事委員會主席。

### 10日
- 达尔顿·特朗勃，美國編劇和小說家[15]

### 13日
- 卡米洛·彭斯·恩里克斯，厄瓜多政治人物，厄瓜多第1912任總統

### 14日
- 保罗亲王，南斯拉夫國王亞歷山大一世的堂弟

### 15日
- 約瑟夫·蘇德克，捷克攝影師

### 16日
- 伯莎·盧茨，巴西動物學家、政治家、外交家和女權主義者

### 19日
- 葉赫茲克爾·阿布拉姆斯基，出生於俄羅斯的英國拉比[16]
- 羅伯特·梅拉德，美國陸軍士兵

### 21日
- 奥兰多·莱特列尔，智利經濟學家、政治家和外交家（遇刺）

### 26日
- 拉沃斯拉夫·鲁日奇卡，南斯拉夫化學家，諾貝爾獎獲得者

### 28日
- 雷蒙德·科利紹，加拿大第一次世界大戰王牌戰鬥機

## 10月

### 5日
- 拉斯·昂萨格，挪威出生的美國物理理論物理學家，1968年諾貝爾獎獲得者
- 芭芭拉·尼科爾斯，美國女演員

### 9日
- 特洛伊·H·米德爾頓，美國將軍和教育家

### 10日
- 西爾瓦娜·阿爾梅紐利奇，南斯拉夫歌手

### 14日
- 伊蒂絲·埃文斯，英國女演員
- 蘇萊曼·納布爾西，約旦首相[17]

### 15日
- 卡羅·甘比諾，義大利裔美國黑幫

### 18日
- 賈科莫·勒卡羅，義大利羅馬天主教紅衣主教

### 31日
- 愛琳·格雷，愛爾蘭傢具設計師

## 11月

### 3日
- 索朗·達延，法國貴婦，阿延公爵夫人和記者[18]

### 8日
- 戈特弗里德·馮·克拉姆，德國網球運動員

### 9日
- 阿马斯·泰帕莱，芬蘭奧林匹克運動員

### 11日
- 亚历山大·考尔德，美國雕塑家

### 12日
- 沃爾特·活塞，美國作曲家[19]

### 15日
- 让·迦本，法國演員

### 18日
- 曼·雷，美國藝術家

### 20日
- 特罗菲姆·李森科，烏克蘭裔蘇聯生物學家和農學家

### 23日
- 安德烈·馬爾羅，法國小說家[20]

### 25日
- 西奥多·罗斯伯里，美国细菌学家

### 28日
- 羅莎琳德·拉塞爾，美國女演員

### 29日
- 戈德弗雷·坎布里奇，美國喜劇演員和演員

### 30日
- 伊万·雅库波夫斯基，蘇聯元帥

## 12月

### 2日
- 丹尼·默塔夫，匹茲堡海盜隊棒球運動員和經理

### 3日
- 阿尔弗雷多·迪纳莱，義大利奧運自行車運動員
- 安杰洛·亚基诺，義大利海軍上將
- 瑪麗·納什，美國女演員

### 4日
- 湯米·博林，美國吉他手
- 本杰明·布里顿，英國作曲家

### 6日
- 若昂·古拉特，巴西政治家，巴西第1918任總統

### 12日
- 傑克·卡西迪，美國演員

### 15日
- 格雷戈瓦·卡伊班达，盧安達政治家，盧安達第二任總統

### 19日
- 王家楫(仲齊_Chia-Chi Wang)，79歲，中華民國中央研究院第一屆(生命科學組)院士 [9]

### 20日
- 理查·戴利，美國政治家
- 內德·華盛頓，美國作詞家

### 28日
- 弗雷德·金，美國搖滾吉他手